# Ettal Village
Ettal Village är en ort i Mikronesiska federationen.   Den ligger i kommunen Ettal Municipality och delstaten Chuuk, i den västra delen av landet, 500 km väster om huvudstaden Palikir. Ettal Village ligger 10 meter över havet och antalet invånare är 267.
Terrängen runt Ettal Village är mycket platt.  Närmaste större samhälle är Moch Village, 9,2 km sydväst om Ettal Village. 